# 邢志宏
邢志宏（1969年10月—），山西忻州人，汉族，中国共产党党员。中华人民共和国政治人物、在职研究生学历，工商管理硕士，高级统计师。曾任国家统计局国民经济综合统计司司长、国家统计局总经济师、中共金华市委副书记，金华市人民政府市长等职。现任浙江省自然资源厅党组书记、厅长，省自然资源总督察、省海洋局局长。